# Bryophilopsis griseoplaga
Bryophilopsis griseoplaga är en fjärilsart som beskrevs av Legrand 1965. Bryophilopsis griseoplaga ingår i släktet Bryophilopsis och familjen trågspinnare. Inga underarter finns listade i Catalogue of Life.